# Federació Anarquista Ibèrica
La Federació Anarquista Ibèrica (FAI) és una organització fundada el 1927 a València, com a continuació de dues organitzacions anarquistes, la portuguesa Unió Anarquista Portuguesa (en portuguès União Anarquista Portuguesa) i l'espanyola Federació Nacional de Grups Anarquistes d'Espanya (en castellà Federación Nacional de Grupos Anarquistas de España), formant un àmbit d'actuació ibèric i part de la Internacional de Federacions Anarquistes.
Des de la seva fundació fins a l'adveniment de la dictadura franquista té un paper important en el moviment obrer espanyol, sobretot a través de l'anomenat  lligam amb la CNT, és a dir la presència d'elements faistes en aquesta organització anarcosindicalista. La intenció era que el sindicat no s'allunyés dels postulats àcrates. D'aquesta manera, en la dècada de 1930 al sector faista de la CNT es va oposar al sector trentista. Va editar fins al 1939 un  diari anomenat Terra i Llibertat.

## Fundació
Alguns historiadors afirmen que l'origen directe de la FAI fou el ple regional de la Federació Regional de Grups Anarquistes de Catalunya, celebrat el 20 de març de 1927 a Manresa.
La FAI es fundà en un parell de reunions que tingueren lloc al Cabanyal i al Saler, a València els dies 24 i 25 de juliol de 1927. A aquestes reunions assistiren secretaris de federacions regionals i locals i una delegació portuguesa, amb Germinal de Sousa —que fou elegit el primer secretari de la FAI—. També hi participaren Domingo Torres i diversos grups d'afinitat.
Algunes de les decisions que es prengueren llavors foren que hi hauria una sola federació per a tota la península, que el secretari prendria el nom de «peninsular» i que els grups amb interesos específics, com ara vegetarians o esperantistes, hi podrien formar part, sempre que es consideraren llibertaris. Es crearen tres federacions: la portuguesa, l'espanyola i la Federació de Grups Anarquistes de llengua espanyola a França.
Aquesta incipient federació peninsular prompte va ser rebuda amb entusiasme per escriptors i periodistes, com ara Felipe Aláiz, Llibert Callejas, Josep Peirats, Severino Campos, Floreal Ocaña, Jaume Rosquillas Magrinyà i Manuel Buenacasa.

## La dècada de 1930
L'organització va basar-se en grups petits d'afinitat anarquista d'activistes autònoms. La FAI va romandre com una organització secreta i il·legalitzada, fins i tot després del reconeixement de la seva existència dos anys després de la seva formació. La seva naturalesa subreptícia fa difícil jutjar l'extensió numèrica dels seus membres. S'estima que els membres de la FAI just abans de la revolució social de 1936 rondava entre els 5.000 i 30.000. La quantitat de membres es va incrementar dràsticament durant els primers mesos de la Guerra Civil espanyola.
La FAI va ser tàcticament revolucionària, amb accions que incloïen des dels robatoris de bancs per a l'adquisició de fons, la constitució de biblioteques populars a l'organització de vagues generals. Va donar suport als esforços en contra de la dictadura de Rivera i la monarquia, i el 1936, va contribuir a l'establiment del Front Popular a canvi de l'alliberament dels nombrosos presos llibertaris. Per aquell temps en què les organitzacions anarquistes van començar a cooperar amb el govern republicà després de l'alçament franquista, no sense controvèrsia. Alhora, propulsà activament la revolució social en la qual veia portats a la praxi les seves idees àcrates (oposant-se a la majoria del republicanisme català i espanyol, que prioritzava "Guanyar la guerra al feixisme"), a més, alguns sectors faistes van prendre venjances polítiques o personals contra els contrarevolucionaris, entre els quals es comptaven republicans moderats. Aquests fets, englobats pels historiadors en l'anomenada "repressió a la rereguarda" va tenir conseqüències negatives en la solidaritat internacional a la causa republicana (sobretot la violència anticlerical), mentre que a la mateixa CNT, els líders van advertir que aquests excessos en la "justícia revolucionària" dins dels Comitès de Milícies Antifeixistes no feien altra cosa que embrutar el nom dels ideals llibertaris.

## La FAI en el franquisme
Durant el franquisme va continuar clandestinament, actuant en unió de les altres organitzacions i grups del moviment llibertari espanyol. Després de l'arribada de la democràcia, es formen grups en diverses localitats que duren fins a l'actualitat, acceptant els postulats àcrates clàssics, negant-se a registrar-se legalment com a associació i mantenint la independència econòmica de qualsevol institució. Dona suport habitualment a les activitats de l'anarco-sindicat CNT, mantenint-hi relacions d'afinitat i formant així l'anomenat moviment llibertari històric. L'exili va suposar l'enfonsament de l'organització per la diàspora, la divisió entre el front interior i l'exterior, repressió de govern francès, el fracàs de les guerrilles i la desaparició progressiva dels vells anarquistes.

## La FAI en la transició
Hi va haver un intent de revifar la FAI el 1978 que va quedar frustrat per l'atemptat de la Scala, la pretensió de la FAI de controlar la CNT i la formació de la Federació Ibèrica de Grups Anarquistes (FIGA).